# Hermione Norris

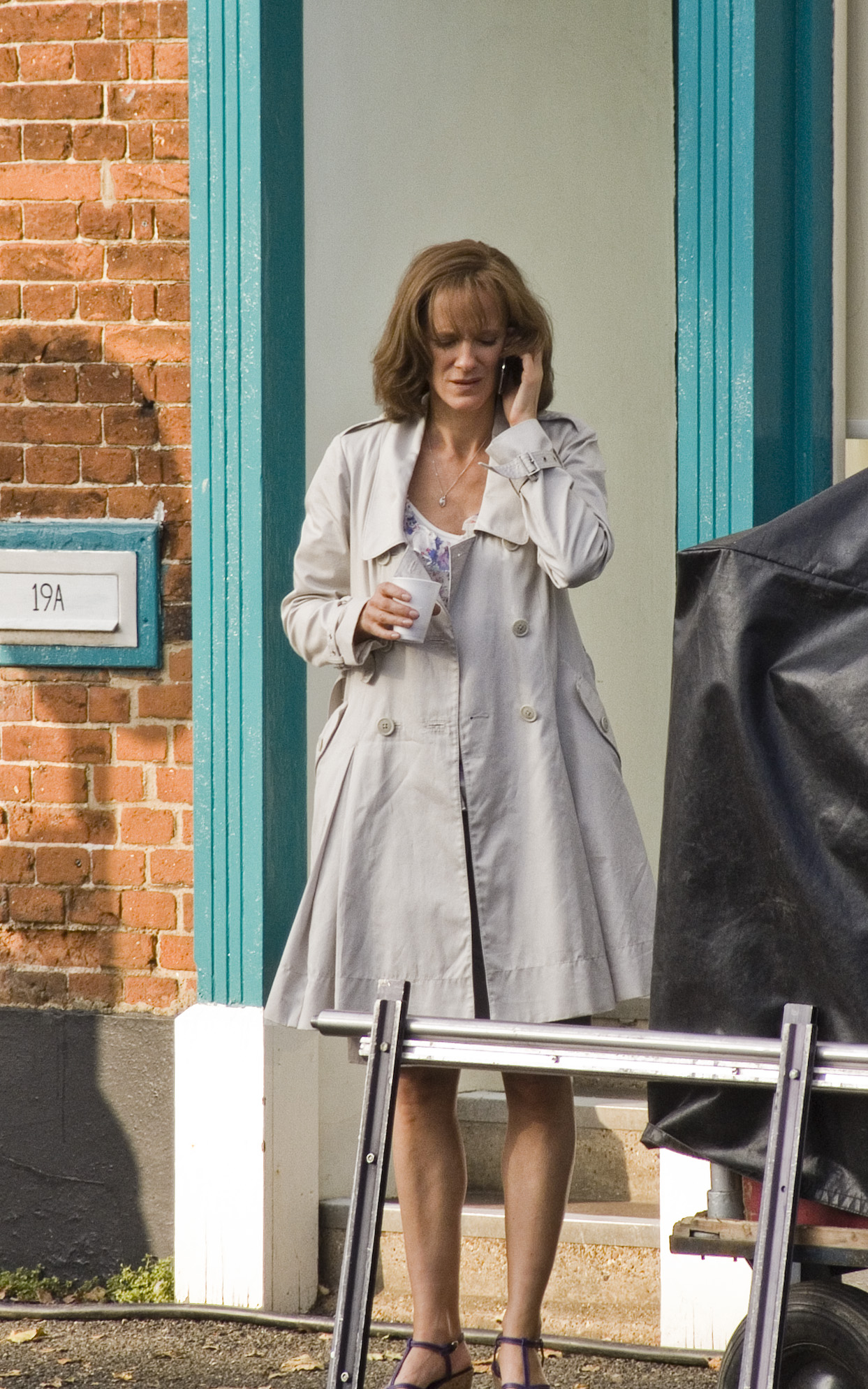
Hermione Norris

Hermione Norris (12 februari 1967) is een Engelse actrice. Norris bezocht de London Academy of Music and Dramatic Art rond 1980, voor zij kleine rollen voor televisie ging doen. In 1996 was zij te zien in haar rol als Karen Marsden in de komedieserie Cold Feet. Vanaf 2002 speelde zij in Wire in the Blood, en daarna in een flink aantal andere producties.
In 2002 begon Norris een relatie met Simon Wheeler, een schrijver bij de serie Wire in the Blood. Zij trouwden in december 2002 in de Tower of London. Hun eerste kind, Wilf, werd geboren in juni 2004 en hun dochter Hero, in augustus 2007.

## Filmografie

### Televisie
| Jaar | Titel                             | Rol               | Afleveringen en onderscheidingen.                                                         |
| ---- | --------------------------------- | ----------------- | ----------------------------------------------------------------------------------------- |
| 1990 | Blood Rights                      | Virginia          |                                                                                           |
| 1991 | Spatz                             |                   | 2 afleveringen ("Talent Contest" [1991] en "Poetry and Music" [1992])                     |
| 1991 | Drop the Dead Donkey              | Octavia           |                                                                                           |
| 1991 | Clarissa                          | Anna Howe         |                                                                                           |
| 1992 | The Count of Solar                | Caroline          |                                                                                           |
| 1993 | Agatha Christie's Poirot          | Celestine         | 1 aflevering ("Jewel Robbery at the Grand Metropolitan")                                  |
| 1993 | Between the Lines                 | Gail Myles        | 1 aflevering ("Manslaughter")                                                             |
| 1994 | Under the Hammer                  | Anthea Bovington  | 1 aflevering ("The Spectre at the Feast")                                                 |
| 1994 | Casualty                          | Bobbie Croft      | 1 aflevering                                                                              |
| 1997 | Cold Feet                         | Karen Marsden     |                                                                                           |
| 1997 | Hospital!                         |                   |                                                                                           |
| 1997 | See You Friday                    | Sophie            |                                                                                           |
| 1997 | Agatha Christie's The Pale Horse  | Hermia Redcliffe  |                                                                                           |
| 1997 | Get Well Soon                     | Vanessa Del Ray   | 1 aflevering ("The Whist Drive")                                                          |
| 1997 | Cadfael                           | Mary              | 1 aflevering ("The Raven in the Foregate")                                                |
| 1998 | The Bill                          | Louise Golding    | 1 aflevering ("Friends in High Places")                                                   |
| 1998 | Berkeley Square                   | Victoria St. John |                                                                                           |
| 1998 | Cold Feet                         | Karen Marsden     | 5 series (1998–2003) genomineerd voor de, British Comedy Award als beste comédienne, 2002 |
| 1999 | Peak Practice                     | Penny             | 1 aflevering("New Beginnings")                                                            |
| 1999 | Heartbeat                         | Diane Palmer      | 1 aflevering ("David Stockwell's Ghost")                                                  |
| 2000 | Killing Time: The Millennium Poem | Millennium Woman  |                                                                                           |
| 2002 | Falling Apart                     | Clare             |                                                                                           |
| 2002 | Wire in the Blood                 | DCI Carol Jordan  | 3 series (2002–2005)                                                                      |
| 2003 | Lucky Jim                         | Carol Goldsmith   |                                                                                           |
| 2006 | The Kindness of Strangers         | Fiona Charters    |                                                                                           |
| 2006 | Spooks                            | Ros Myers         | 3 series (2006–2007, 2008–) Won, ITV3 Crime Thriller Award als beste actrive, 2008        |
| 2007 | Kingdom                           | Beatrice Kingdom  | 3 series (2007–2009)                                                                      |
| 2018 | Innocent                          | Alice             | Aflevering 1 t/m 4 (2018)                                                                 |

### Film
| Jaar | Titel         | Rol       |
| ---- | ------------- | --------- |
| 2000 | Born Romantic | Carolanne |
| 2003 | Quicksand     | Sarah     |
| 2005 | Separate Lies | Priscilla |
| 2024 | The Salt Path | Polly     |

## Theater
| Jaar | Titel                     | Rol           | Productie                                    |
| ---- | ------------------------- | ------------- | -------------------------------------------- |
| 1989 | A Midsummer Night's Dream | Helena        | Mercury Theatre production.                  |
| 1991 | Man and Superman          | Ann Whitfield | Citizens Theatre production.                 |
| 1991 | Three Judgements in One   | Dona Violante | Gate, Notting Hill production.               |
| 1994 | September Tide            | Cherry        | Comedy Theatre production.                   |
| 1995 | Look Back in Anger        | Helena        | Royal Exchange production.                   |
| 1995 | Reader                    | Secretary     | Traverse Theatre production (World premiere) |
| 1996 | Blinded by the Sun        | Barbara       | Royal National Theatre production.           |
| 2005 | Petronella                | Petronella    | Short play for Old Vic's 24-hour play season |